# L.A. Law – Der Film
L.A. Law – Der Film (2002) ist ein abendfüllender Fernsehfilm, der die Originalbesetzung der populären Fernsehserie L.A. Law – Staranwälte, Tricks, Prozesse (1986–1994) wieder vereinigt.

## Handlung
Die Tochter eines zum Tode Verurteilten bittet Douglas Brackman Jr. (Alan Rachins), der die Anwaltskanzlei McKenzie-Brackman führt, das Verfahren ihres Vaters wieder aufzunehmen. Der ehemalige Anwalt Michael Kuzak (Harry Hamlin) besitzt ein Restaurant und soll den Fall übernehmen, doch Grace Van Owen (Susan Dey) vertritt die Gegenseite.

## Kritik
- film-dienst: Abendfüllender Nachzögling einer Fernsehserie, der zwar deren bekannteste Darsteller wieder vereint, ansonsten aber keine besonderen Wiedererkennungseffekte garantiert. Nicht nur die Kanzlei ist grundlegend verändert, auch die Konstellationen unter den Personen bedürfen einer neuen Gewöhnung.